# Tres Días (álbum)
Tres Días es el sexto álbum de estudio del artista de rock Brant Bjork. Se grabó en Los Ángeles, California, Estados Unidos, antes de las navidades de 2006. El álbum, que consta de 8 canciones, es una mezcla de canciones antiguas y nuevas.
Sobre el nombre del álbum, el músico afirmó lo siguiente:

A veces me gusta sentarme afuera, bajo el sol, con mi guitarra y cantar mis canciones. Me relaja. También me recuerda de lo que mis canciones tratan. ...fui a la casa de Tony (Mason) cuando volví al desierto el octubre pasado. Necesité tres días para grabar este álbum, entonces lo llamamos Tres Días.

## Listado de canciones
| N.º | Título                        | Duración |  |
| 1.  | «Too Many Chiefs»             | 4:34     |  |
| 2.  | «Love is Revolution»          | 4:28     |  |
| 3.  | «Chinarosa»                   | 4:04     |  |
| 4.  | «The Native Tongue»           | 4:29     |  |
| 5.  | «Video»                       | 3:34     |  |
| 6.  | «Right Time»                  | 3:46     |  |
| 7.  | «The Messengers»              | 4:32     |  |
| 8.  | «The Knight Surrenders Today» | 3:07     |  |

## Créditos
- Producido, grabado y mezclado en tres días por Tony Mason en los Estudios Back of the Moon, Joshua Tree, California.
- Todas canciones por Brant Bjork, 2007, Dune Boogie Túnez, BMI.
- Arte por Bunker/Bjork.